# Alberta Vaughn

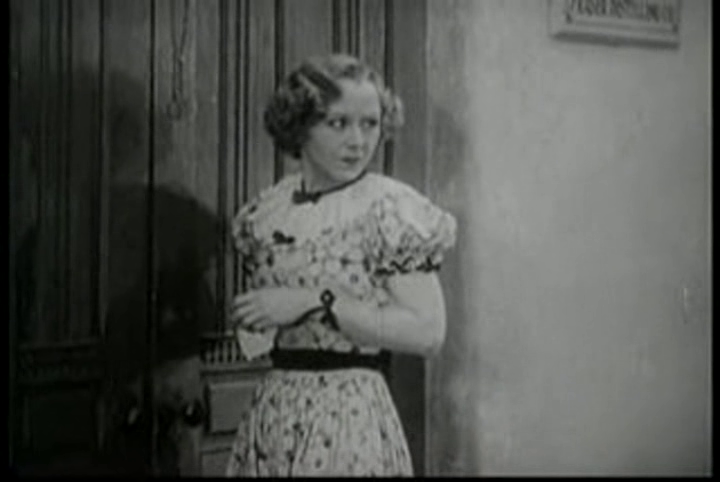
Cena com Alberta Vaughn em “Randy Rides Alone (1934)

Alberta Vaughn (27 de junho de 1904 –26 de abril de 1992) foi uma atriz de cinema estadunidense que iniciou sua carreira na era do cinema mudo, alcançou a era sonora, e atuou em 130 filmes.  É irmã da também atriz Ada Mae Vaughn.

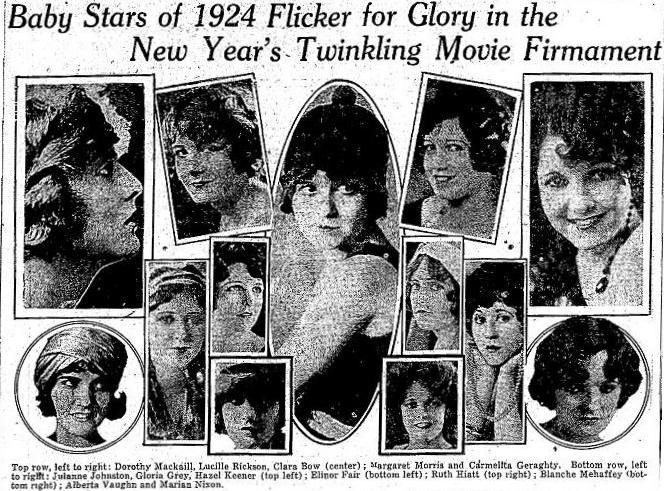
Albert Vaughan entre as “Wampas Baby Stars” de 1924

## Biografia
Nascida em Ashland, Kentucky, Vaughn foi escolhida como uma das WAMPAS Baby Stars de 1924, ao lado de atrizes como Clara Bow e Dorothy Mackaill. The WAMPAS Baby Stars foi uma campanha promocional, patrocinada pela United States Western Association of Motion Picture Advertisers, uma associação de anunciantes de cinema, que homenageava treze (quatorze em 1932) jovens mulheres a cada ano, as quais eles acreditavam estarem no limiar do estrelato cinematográfico. Elas foram selecionadas a partir de 1922, até 1934, e eram premiadas anualmente e homenageadas em uma festa chamada WAMPAS Frolic.

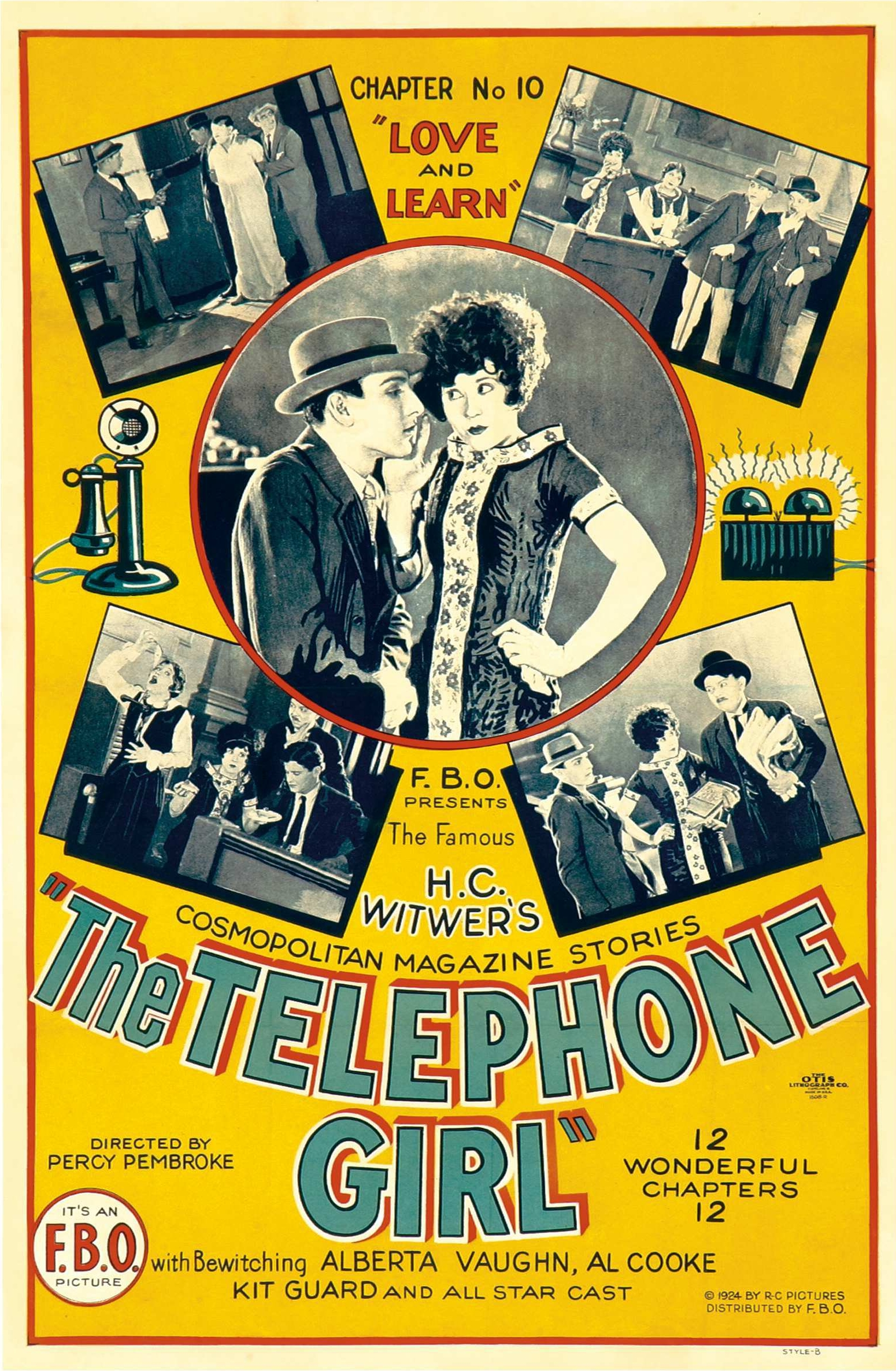
Cartaz da comédia “The Telephone Girl”

Em 1926, Vaughn se envolveu com o ator e galã Grant Withers. Depois de anunciar seu noivado em outubro de 1929, Vaughn viajou para Nova York para filmar algumas sequências para um filme. Withers rompeu o noivado depois que descobriu que Vaughn saíra com amigos para discotecas em Nova York. O casamento foi cancelado, Vaughn voltou para Hollywood como a noiva do famoso advogado (mais tarde agente e produtor), Charles K. Feldman.
Em 8 de abril de 1934, Vaughn noivou com o assistente de direção Joseph Egil, da Paramount Pictures. Eles se casaram em Yuma, Arizona. Casou pela segunda vez em 1948, desta vez com John R. Thompson.
Em março de 1949, Vaughn foi presa por uma violação de intoxicação em Pasadena, e escolheu o encarceramento em vez de pagar $25. Seu mandato de prisão foi de 12 dias e meio. Uma acusação anterior por bebida, então pendente, teria adicionado mais quatro meses em sua sentença. Vaughn foi presa após uma discussão com seu marido, John R. Thompson. Sua liberação foi após cumprir oito meses de uma sentença de um ano na instância anterior.
Vaughn morreu em Studio City, Califórnia em 1992, aos 87 anos,  e foi sepultada no Valhalla Memorial Park Cemetery.

## Carreira
Alberta Vaughn foi, inicialmente, uma das banhistas de Mack Sennett. Sua carreira no cinema começou em 1921, tendo continuidade até 1935. Atou ao lado de atores como Al Cook, em comédias, e em 1934 atuou em Randy Rides Alone, ao lado de John Wayne. Em 1932, ela participou do elenco de Intermission, uma peça de Irving Kaye Davis que estreou em setembro daquele ano. A produção abriu em São Francisco, Califórnia, e foi estrelada também por Madge Bellamy e Judith Voselli. Vaughn atuou pela última vez em 1935, no filme The Live Wire ao lado de Richard Talmadge.

## Filmografia parcial
| Ano  | Título                   | Papel           | Notas                          |
| ---- | ------------------------ | --------------- | ------------------------------ |
| 1921 | Stop Kidding             |                 |                                |
| 1922 | Women First              |                 | Creditada como Alberta Vaughan |
| 1923 | A Friendly Husband       | Tootsie         |                                |
| 1923 | Down to the Sea in Shoes |                 |                                |
| 1924 | Picking Peaches          | Esposa          |                                |
| 1924 | Fire When Ready          | Peggy Davis     |                                |
| 1925 | The Pacemakers           | Soda Jerk       |                                |
| 1925 | The Sleuth               | Esposa          |                                |
| 1926 | Collegiate               | Patricia Steele |                                |
| 1926 | The Adorable Deceiver    | Princesa Sylvia |                                |
| 1927 | Ain't Love Funny?        | Helen Brice     |                                |
| 1927 | The Romantic Age         | Sally           |                                |
| 1927 | The Drop Kick            | Molly           |                                |
| 1928 | Skyscraper               | Jane            |                                |
| 1928 | Forbidden Hours          | Nina            |                                |
| 1929 | Molly and Me             | Peggy           |                                |
| 1929 | Points West              | Dorothy         |                                |
| 1930 | The Setting Son          |                 |                                |
| 1930 | Eventually, But Not Now  |                 |                                |
| 1931 | The Spell of the Circus  | Marie Wallace   |                                |
| 1931 | Working Girls            | Violet          |                                |
| 1932 | Love in High Gear        | Betty           |                                |
| 1932 | Midnight Morals          | Katy Dolan      |                                |
| 1933 | Alimony Madness          | Mary            |                                |
| 1933 | Dance Hall Hostess       | Myra            |                                |
| 1934 | Randy Rides Alone        | Sally Rogers    |                                |
| 1935 | The Laramie Kid          | Peggy Bland     |                                |
| 1935 | The Live Wire            | Madge King      |                                |